# 柳本絵美
- 栁本絵美
- 柳本絵美

柳本 絵美（やなぎもと えみ、1992年4月20日 - ）は、日本のパーソナルトレーナー、女優、タレント、元レースクイーンである。アイドルグループ『Cheer♡1』の元メンバー。東京都出身。本名および旧活動名は俗字体の「栁」を使った栁本絵美であったが、2017年現在は公式サイトでの表記も柳本としている。

## 概要
中学3年生の時、姉に勧められて姉と一緒に芸能事務所に履歴書を送ったのがきっかけで芸能界入り。ヒラタオフィスに所属する。
2009年8月、「ミスFLASH2009」の4代目グランプリに選ばれる。ミスFLASH史上初の平成生まれのグランプリ獲得者でもあった。
しかしミスFLASH以降は目立った活動が少なく、程なくしてヒラタオフィスを退所。その後しばらく沈黙を守り続けていたが、2014年2月1日、“働くアイドル”をコンセプトとした新しいアイドルユニット「P.IDL」（ピーアイディーエル、「PERFORMANCE IDOL LEAGUE」の略）のチームLメンバーに選ばれる。また同年の12月27日にWRESTLE-1の公式サポーターであるCheer♡1に新メンバーとして加入する。
2015年3月10日、格闘技大会「Krush」のラウンドガールとして、新生Krushガールズに選抜。なお新生Krushガールズは3人ともCheer♡1メンバーである（他メンバーは才木玲佳、永友春菜）。
2016年7月7日、柳本のCheer♡1での活動はライブチームに専念し、WRESTLE-1への出場が基本的になくなることが発表された。
2017年3月3日、エヴァンゲリオンレーシングレースクイーン2017の碇シンジ役に選ばれた。
2017年5月28日、「ベストボディ・ジャパン2017 さいたま大会」でガールズクラス（18歳 - 29歳）のグランプリを受賞した。
2017年7月2日、『日本レースクイーン大賞2017〜新人部門〜』で、特別賞を受賞した。
2017年7月17日、都内で開催された「Cheer♡1ライブチーム ありがとう会」をもってライブチームの全ての活動が終了し、Cheer♡1を卒業。
2017年11月26日、「ベストボディ・ジャパン2017」でガールズクラス（18歳 - 29歳）のグランプリを受賞した。2018年11月、世界大会である「Musclemania World Fitness America Weekend 2018」に初参加し、Ms.BIKINI Oqen／Short部門で2位入賞。

## 人物
- 趣味は映画鑑賞、音楽鑑賞、スキー、ホッケー[3]。
- 特技は書道[3]。
- かつて所属していたヒラタオフィスの先輩である宮崎あおいを目標の女優に挙げていた[3]。
- もともとの趣味に加え、仕事で格闘技ラウンドガール、プロレスサポーター、プロ野球リポーターなど担当するため、「スポーツに詳しい」と紹介されることがある。ラジオ「DOUBLE-T RELAX TIME 11」では2016年8月からスポーツ観戦を提案する「エミリー・スポーツ」をスタートさせた[18]。第1回は「大相撲」。
- イメージDVDを出すグラビアアイドルに始まり、ライブアイドル、リポーターなど幅広い職種を経験するが、もっとも楽しさを感じたのは舞台役者業[19]。ただし2019年以降は肩書をパーソナルトレーナーに絞り、天木じゅんらを個人指導している[2]。

## 出演

### テレビドラマ
- 『東京少女』瓜生美咲 第3話「三角形の恋」（2008年、BS-i）
- 『恋のから騒ぎドラマスペシャルIV　ライバルの女』（2009年、日本テレビ）
- シバトラ〜童顔刑事・柴田竹虎〜スペシャル（2009年、フジテレビ）
- 『東京少女』真野恵里菜 第3話「10才の私」（2009年） - 近野りさ 役
- 水曜シアター9・横溝正史ミステリ大賞受賞作「テネシーワルツ」（2010年2月、テレビ東京） - 森本明日香 役
- 『交渉人II』第9話（2010年、テレビ朝日）

### バラエティ
- 日テレジェニックの穴（2009年8月22日・9月5日[20]、日本テレビ） - ミスFLASH選抜の一員として
- 佳代子の部屋〜真夜中のゲーム会議〜（2016年10月14日 - 、フジテレビ） - レギュラー
- ムズムズ!!トゥナイト（2015年 - 、NST新潟総合テレビ）
- DiscoTrain（2016年6月 - 、TOKYO MX） - TrainGirls
- マジカル・パンチラインのマジカルテレビ（2018年7月19日、Kawaiian TV）

### その他テレビ番組
- GAORAプロ野球中継（2015年 - 、GAORA） - リポーター

### PV
- SHOWTA.『春なのに』（2008年1月23日発売、キングレコード）
- FUNKY MONKEY BABYS『桜』（2009年2月18日発売、ドリーミュージック）

### 映画
- Oh!透明人間（2010年10月、インターフィルム） - 萩谷良江 役

### CM
- ニッスイ「とりそぼろ」

### 舞台
- 撃弾☆ボディプレス『イキザマ』（2015年12月25日 - 27日、北千住シアター1010） - 看板娘 役[21]
- タタカッテシネ公演「IDO ～みんなみんな、タタカッテるんだ～」（2016年7月27日 - 31日、高田馬場ラビネスト） - 主演[22]

### ウェブラジオ
- 「DOUBLE-T RELAX TIME 11」（2016年6月 - 11月、フォーミュラミュージック） - アシスタント（MC・田原俊彦）

### ウェブテレビ
- 「うまみちゃんねる」（2016年6月 - 、ニコニコ生放送） - うまみガールズとして不定期ゲスト出演
- 「ぶるぺん」（2016年5月、2017年9月12日、GYAO!）[23]
- スピードワゴンの月曜The NIGHT（2019年12月3日[24][25]、AbemaTV）

### レースクイーン
- エヴァンゲリオンレーシング2017 碇シンジ役
  - 3月4日：『ユニゾンリーグ』での「エヴァンゲリオン」コラボイベント開催を記念した特別生放送配信（配信元：ニコニコ生放送、FRESH！、MC：アメリカザリガニ、ゲスト：バッファロー吾郎（竹若元博）、川村ゆきえ、エヴァンゲリオンレーシングRQ 2017）[26]。
  - 4月8日 - 9日：SUPER GT、岡山国際サーキット
  - 5月3日 - 4日：SUPER GT、富士スピードウェイ[27]
  - 5月16日：『エヴァンゲリオン VR The 魂の座』メディア体験会[28][29]
  - 6月18日：RQ撮影会
  - 7月22日 - 23日：SUPER GT、スポーツランドSUGO
  - 7月29日 - 30日：鈴鹿8時間耐久ロードレース
  - 9月17日：RQ撮影会
  - 10月30日：パチンコ『CRヱヴァンゲリヲン2018年モデル』のプロモーション、ニッカンスポーツ号外の配布[30]。仙台　ハピナ名掛丁周辺
  - 11月11日 - 12日：SUPER GT、ツインリンクもてぎ
  - 2018年2月4日：RQ撮影会
- エヴァンゲリオンレーシング2018 碇シンジ役[31]
  - 4月14日：RQ撮影会
  - 6月2日 - 3日：スーパー耐久シリーズの第3戦「富士24時間レース」[32]
  - 7月28日 - 29日：鈴鹿8時間耐久ロードレース
  - 8月25日 - 26日：鈴鹿10時間耐久レース 鈴鹿サーキット（三重県）[33]
  - 9月30日：RQ撮影会[34]

## 作品

### 写真集
- PURE SMILE（2008年11月、彩文館出版、撮影：加納典譲）ISBN 978-4775603505

### DVD
- EMi SMiLE（2009年1月23日、彩文館出版）
- ミスFLASH2009 栁本絵美（2009年11月6日、イーネット・フロンティア）
- SMILE LOVE（2010年4月30日、スパイスビジュアル）
- 美Body Smile（2018年1月19日、竹書房）[35]

## 関連人物
- 小沼理砂
  - 東京ヤクルトスワローズの公式ダンスパフォーマンスチーム「Passion」の第2期メンバーの一人[36]。柳本と同じP.IDLのチームLメンバーに選ばれている[8][37]。